# Clare Niederpruem
Clare Christine Niederpruem  (* 17. Oktober 1986 in den USA; eigentlich Clare Nelson) ist eine US-amerikanische Schauspielerin, Filmregisseurin und Kostümbildnerin.

## Karriere
Niederpruem wuchs mit drei Brüdern auf. 2010 im Film The Maze stand sie erstmals vor der Kamera. Es folgten Besetzungen in Vamp U und Orcs – Sie kommen, um uns alle zu töten. 2013 hatte sie eine Hauptrolle in Zombie Hunter inne. Es folgten mit Orc Wars, Mythica – Weg der Gefährten, Mythica – Die Ruinen von Mondiatha, Once I Was a Beehive und Dragon Warriors weitere Rollen in B-Movies. Seit 2011 ist sie unter dem Namen Clare Nelson auch als Kostümbildnerin, meistens in Filmen, wo sie auch als Schauspielerin agiert, tätig. 2015 war sie an der Produktion von Once I Was a Beehive beteiligt. Seit 2018 tritt sie als Filmregisseurin für Fernsehfilme in Erscheinung.
Sie ist mit dem Schauspieler und Filmproduzenten Maclain Nelson verheiratet.

## Filmografie

### Schauspiel
- 2010: The Maze
- 2011: Vamp U
- 2011: Orcs – Sie kommen, um uns alle zu töten (Orcs!)
- 2013: Schattenkrieger – The Shadow Cabal (SAGA – Curse of the Shadow)
- 2013: Paladin –  Die Krone des Königs (The Crown and the Dragon)
- 2013: Zombie Hunter
- 2013: Orc Wars (Dragonfyre)
- 2014: The Mentor
- 2014: Mythica – Weg der Gefährten (Mythica: A Quest for Heroes)
- 2015: Mythica – Die Ruinen von Mondiatha (Mythica: The Darkspore)
- 2015: Once I Was a Beehive
- 2015: Dragon Warriors
- 2015: Thirst
- 2016: Nocturne
- 2017: WTF: World Thumbwrestling Federation
- 2017: My Brother the Time Traveler

### Regie
- 2018: The Outpost (Fernsehserie, Episode 1x08)
- 2018: Little Women
- 2019: In the Key of Love (Fernsehfilm)
- 2019: Love, Fall & Order (Fernsehfilm)
- 2019: Holiday for Heroes (Fernsehfilm)
- 2020: Love on Iceland (Fernsehfilm)

### Kostüme
- 2011: Orcs – Sie kommen, um uns alle zu töten (Orcs!)
- 2011: Joseph Smith: Plates of Gold
- 2012: Inside – Deadly Prison
- 2013: Schattenkrieger – The Shadow Cabal (SAGA – Curse of the Shadow)